# 신영고속관광
주식회사 신영고속관광은 경기도 평택시의 전세버스 업체로, 기업체 통근버스를 운행하는 관광버스 기업이다.

## 보유 차종

#### 현대자동차
- 현대 뉴 프리미엄 유니버스 엘레강스 FCEV
- 현대 뉴 프리미엄 유니버스 럭셔리
- 현대 뉴 프리미엄 유니버스 프라임 EX
- 현대 뉴 프리미엄 유니버스 노블 EX

#### 기아
- 기아 뉴 그랜버드 이노베이션 파크웨이
- 기아 뉴 그랜버드 이노베이션 실크로드
- 기아 뉴 그랜버드 슈퍼프리미엄 블루스카이
- 기아 뉴 그랜버드 슈퍼프리미엄 실크로드 캄
- 기아 뉴 그랜버드 슈퍼프리미엄 실크로드